# José María Párraga
José María Párraga Luna (Cartagena, 20 de mayo de 1937 - Murcia, 11 de abril de 1997) fue un pintor español que empleó diversas técnicas como el dibujo, pirograbado y otras técnicas pictóricas. Fue muy popular y prolífico en su trabajo. Su obra se difundió sobre todo en la Región de Murcia.
Nació en la diputación cartagenera de Alumbres el 20 de mayo de 1937, sus padres eran maestros en la zona y se trasladaron a la pedanía murciana de Alquerías en 1947. Cursó los estudios de secundaria en el instituto Alfonso X el Sabio de Murcia y comenzó a estudiar Magisterio en 1951 comenzando a trabajar de maestro en 1955, aunque pronto abandonó esta profesión por falta de vocación. Sin embargo con diecisiete años encontró su afición al dibujo al estar convaleciente de una enfermedad, lo que le animó a comenzar estos estudios en la escuela de Artes y Oficios de la ciudad, entre sus profesores se encontraron José María Almela Costa, Luis Garay, Clemente Cantos y Mariano Ballester.
Su primera exposición se inaugura el 11 de marzo de 1956 en la denominada Casa de la Cultura que acoge ahora el museo arqueológico, poco después obtuvo un accésit en el concurso de carteles de Semana Santa y Fiestas de primavera, tras estos reconocimientos recibió críticas favorables en la prensa local. Gracias a ese premio estuvo un tiempo en Madrid donde entabló contacto con otros pintores como Manolo Valdés y pudo conocer las nuevas tendencias en la capital española, en 1959 obtuvo un premio de pintura joven y poco después comenzó su colaboración en la prensa murciana como ilustrador. Sus primeras obras eran figurativas pero mostraban una cierta deformación o alargamiento. En 1960 recibe un premio de grabado y empieza a mostrar su carácter polifacético en el empleo de las técnicas pictóricas pero también escultóricas y artísticas en general. En 1964 fue miembro fundador del grupo Aunar junto a los pintores Manuel Avellaneda y Aurelio Pérez Martínez y los escultores Elisa Séiquer, Francisco Toledo Sánchez, José Toledo Sánchez y José Hernández Cano, aunque el grupo mantuvo su unión durante no mucho tiempo su primera exposición mostró un ánimo de renovación y ruptura en el panorama artístico murciano.
Su obra es muy abundante ya que cada día realizaba al menos una obra, por ello se pueden considerar varias etapas en su desarrollo artístico que en sus comienzos está dotado de un predominio del dibujo figurativo aunque con tendencias a realizar un alargamiento de sus figuras. En torno a 1959 comenzó a experimentar con el collage y el empleo de técnicas próximas a las artes gráficas y sus materiales, después la influencia de Picasso y Klee le conduce a una expresión de lo gigante y en torno a 1968 hacia los monstruos. Sobre 1980 sufre una crisis emocional y su trabajo se dota de pesimismo y trabaja con trazos quebrados en sustitución de sus curvas más personales. En esos años es el eje de referencia de los artistas plásticos de la Movida murciana. A partir de los noventa comienza una etapa más equilibrada recuperando sus característicos trazados curvos y sinuosos incorporando el color a su obra con un cierto protagonismo.

Begastri. Óleo sobre lienzo

La mayoría de sus exposiciones las ha realizado en la Región de Murcia y la Vega Baja, y una representación de su trabajo se encuentra en los fondos de diversos museos como el Museo de Bellas Artes de Murcia, el MURAM o el Museo de la Ciudad de Murcia.
Algunas muestras del reconocimiento a su labor hecha por la administración local y regional han sido dar su nombre a: un espacio para el arte conocido como Centro Párraga, 
situado en el Cuartel de Artillería de Murcia, un colegio público en la pedanía de El Palmar de la capital murciana y al menos a seis calles en diferentes localidades, así como la instalación de un mural suyo denominado el mural de la música en el auditorio de Algezares. En 2008 se celebró una exposición del trabajo de artistas coetáneos en el propio Centro Párraga con el fin de rendirle un homenaje.